# Le Lézard noir (film)
Pour les articles homonymes, voir Le Lézard noir.
Pour plus de détails, voir Fiche technique et Distribution.
Le Lézard noir (黒蜥蜴, Kurotokage) est un film japonais par Kinji Fukasaku et sorti en 1968 d'après le livre éponyme d'Edogawa Ranpo publié en 1934.

## Synopsis
Le film est construit autour d'Akihiro Miwa, célèbre artiste travesti, qui interprète le rôle d'une dangereuse criminelle surnommée « le Lézard noir ». Isao Kimura, qui interprète le détective privé Akechi Kogoro, est le héros masculin du film.
Le Lézard noir use de stratagèmes ingénieux pour enlever Sanaé la fille de M. Iwase un banquier. La dangereuse criminelle veut obtenir en échange un diamant, l'étoile d'Égypte. Mais Akechi Kogoro veille. Au fil du récit des sentiments troubles se développent entre le lézard noir et Akechi Kogoro

## Fiche technique
- Titre français : Le Lézard noir
- Titre original : 黒蜥蜴 (Kurotokage?)
- Réalisation : Kinji Fukasaku
- Scénario : Masashige Narusawa d'après le roman éponyme d'Edogawa Ranpo
- Direction artistique : Kyohei Morita
- Photographie : Hiroshi Dowaki
- Montage : Keeichi Uraoka
- Musique : Isao Tomita
- Pays d'origine : Japon
- Langue : japonais
- Format : Couleurs - 35 mm - 2,35:1 - Mono
- Genre : policier
- Durée : 86 minutes
- Dates de sortie :
  -  Japon : 1968
  -  France : 15 février 1984

## Distribution
- Akihiro Maruyama : Le « lézard noir » déguisé en Madame Midorikawa
- Isao Kimura : le détective Kogorō Akechi
- Kikko Matsuoka : Sanae Iwase et le double de Sanae Iwase
- Junya Usami : Shobei Iwase le père de Sanae
- Yūsuke Kawazu : Junichi Amamiya
- Kō Nishimura : le détective Keiji Matoba
- Toshiko Kobayashi : Hina
- Sonosuke Oda : Harada
- Kinji Hattori : Toyama
- Kōichi Satō : Ohkawa
- Jun Katō : Sakai
- Ryūji Funakoshi : Kōzu
- Mitsuko Takara : danseur
- Tetsurō Tanba : Kuroki
- Yukio Mishima : un spécimen humain embaumé

## Autour du film
D'un parti pris esthétique à la fois kitsch et décalé passant à la moulinette tous les stéréotypes du genre, son scénario est avant tout prétexte à la mise en scène de tableaux qui donnent la part belle aux faux semblants et à la fantaisie.
On peut apercevoir le célèbre écrivain Yukio Mishima dans le bref rôle d'un cadavre embaumé. Amant de Miwa à l'époque, il adaptera pour lui l'année suivante Le Lézard noir au théâtre.
En 2010, le réalisateur français Pascal-Alex Vincent consacre un documentaire à Akihiro Miwa dans lequel il est longuement interviewé intitulé Miwa : à la recherche du Lézard noir en référence au titre du film de Kinji Fukasaku.